# باشگاه تریلیون دلاری
باشگاه تریلیون دلاری (انگلیسی: Trillion dollar club) یک طبقه‌بندی غیررسمی از اقتصادهای بزرگ دنیا با تولید ناخالص داخلی بیش از ۱ تریلیون دلار در سال است. در سال ۲۰۱۷ این طبقه‌بندی ۱۶ کشور را شامل شد.

## ترتیب زمانی کشورهای کنونی که دارای اقتصاد حداقل ۵۰۰ میلیارد دلاری بودند
| سال  | کشور                | منبع        |
| ---- | ------------------- | ----------- |
| ۱۹۵۹ | ایالات متحده آمریکا | [ ۳ ] [ ۴ ] |
| ۱۹۷۵ | ژاپن                | [ ۳ ] [ ۴ ] |
| ۱۹۷۸ | فرانسه              | [ ۳ ] [ ۴ ] |
| ۱۹۸۰ | بریتانیا            | [ ۳ ] [ ۴ ] |
| ۱۹۸۶ | ایتالیا             | [ ۳ ] [ ۴ ] |
| ۱۹۸۹ | کانادا              | [ ۳ ] [ ۴ ] |
| ۱۹۹۰ | آلمان               | [ ۳ ] [ ۴ ] |
| ۱۹۹۰ | اسپانیا             | [ ۳ ] [ ۴ ] |
| ۱۹۹۳ | چین                 | [ ۳ ] [ ۴ ] |
| ۱۹۹۴ | برزیل               | [ ۳ ] [ ۴ ] |
| ۱۹۹۹ | مکزیک               | [ ۳ ] [ ۴ ] |
| ۲۰۰۰ | کره جنوبی           | [ ۳ ] [ ۴ ] |
| ۲۰۰۲ | هند                 | [ ۳ ] [ ۴ ] |
| ۲۰۰۳ | استرالیا            | [ ۳ ] [ ۴ ] |
| ۲۰۰۳ | هلند                | [ ۳ ] [ ۴ ] |
| ۲۰۰۴ | روسیه               | [ ۳ ] [ ۴ ] |
| ۲۰۰۶ | ترکیه               | [ ۳ ] [ ۴ ] |
| ۲۰۰۸ | اندونزی             | [ ۳ ] [ ۴ ] |
| ۲۰۰۸ | سوئیس               | [ ۳ ] [ ۴ ] |
| ۲۰۰۸ | سوئد                | [ ۳ ] [ ۴ ] |
| ۲۰۰۸ | بلژیک               | [ ۳ ] [ ۴ ] |
| ۲۰۱۱ | لهستان              | [ ۳ ] [ ۴ ] |
| ۲۰۱۱ | عربستان             | [ ۳ ] [ ۴ ] |
| ۲۰۱۱ | آرژانتین            | [ ۳ ] [ ۴ ] |
| ۲۰۱۱ | نروژ                | [ ۳ ] [ ۴ ] |
| ۲۰۱۸ | تایلند              | [ ۳ ] [ ۴ ] |
| ۲۰۲۱ | ایرلند              | [ ۳ ] [ ۴ ] |
| ۲۰۲۲ | امارات متحده عربی   | [ ۳ ] [ ۴ ] |
| ۲۰۲۴ | اتریش               | [ ۳ ] [ ۴ ] |
| ۲۰۲۴ | سنگاپور             | [ ۳ ] [ ۴ ] |

## کشورهای سابق که اقتصاد ۵۰۰ میلیارد دلاری داشتند
| سال       | کشور       | منبع |
| --------- | ---------- | ---- |
| ۱۹۶۰–۱۹۹۰ | شوروی      |      |
| ۱۹۷۷–۱۹۸۹ | آلمان غربی |      |

## ترتیب زمانی کشورهای کنونی که دارای اقتصاد حداقل ۱ تریلیون دلاری بودند

تولید ناخالص داخلی کشور های جهان در سال ۲۰۱۹

| سال  | کشور                | منبع                     |
| ---- | ------------------- | ------------------------ |
| ۱۹۷۰ | ایالات متحده آمریکا | [ ۳ ] [ ۷ ]              |
| ۱۹۷۹ | ژاپن                | [ ۳ ] [ ۸ ]              |
| ۱۹۸۸ | فرانسه              | [ ۳ ] [ ۷ ]              |
| ۱۹۹۰ | آلمان               | [ ۳ ] [ ۴ ] [ ۹ ]        |
| ۱۹۹۰ | ایتالیا             | [ ۳ ] [ ۴ ]              |
| ۱۹۹۰ | بریتانیا            | [ ۳ ] [ ۴ ]              |
| ۱۹۹۸ | چین                 | [ ۳ ] [ ۴ ]              |
| ۲۰۰۴ | اسپانیا             | [ ۳ ] [ ۴ ]              |
| ۲۰۰۵ | کانادا              | [ ۳ ] [ ۴ ]              |
| ۲۰۰۶ | برزیل               | [ ۳ ] [ ۴ ]              |
| ۲۰۰۷ | هند روسیه           | [ ۳ ] [ ۳ ] [ ۴ ] [ ۱۰ ] |
| ۲۰۱۰ | مکزیک کره جنوبی     | [ ۳ ] [ ۴ ]              |
| ۲۰۱۰ | استرالیا            | [ ۳ ] [ ۴ ]              |
| ۲۰۱۳ | ترکیه               | [ ۳ ] [ ۴ ]              |
| ۲۰۱۷ | اندونزی             | [ ۱۱ ]                   |
| ۲۰۲۳ | عربستان             | [ ۳ ] [ ۴ ]              |
| ۲۰۲۴ | هلند                | [ ۳ ] [ ۴ ]              |

## کشورهای سابق که اقتصاد ۱ تریلیون دلاری داشتند
| سال       | کشور       | منبع |
| --------- | ---------- | ---- |
| ۱۹۷۲–۱۹۹۰ | شوروی      |      |
| ۱۹۸۷–۱۹۸۹ | آلمان غربی |      |

## ترتیب زمانی کشورهای کنونی که دارای اقتصاد حداقل ۲ تریلیون دلاری بودند
| سال  | کشور         | منبع        |
| ---- | ------------ | ----------- |
| ۱۹۷۷ | ایالات متحده | [ ۳ ] [ ۴ ] |
| ۱۹۸۶ | ژاپن         | [ ۳ ] [ ۴ ] |
| ۲۰۰۲ | آلمان        | [ ۳ ] [ ۴ ] |
| ۲۰۰۴ | بریتانیا     | [ ۳ ] [ ۴ ] |
| ۲۰۰۴ | فرانسه       | [ ۳ ] [ ۴ ] |
| ۲۰۰۵ | چین          | [ ۳ ] [ ۴ ] |
| ۲۰۰۷ | ایتالیا      | [ ۳ ] [ ۴ ] |
| ۲۰۱۰ | برزیل        | [ ۳ ] [ ۴ ] |
| ۲۰۱۲ | روسیه        | [ ۴ ]       |
| ۲۰۱۵ | هند          | [ ۴ ]       |
| ۲۰۲۱ | کانادا       | [ ۳ ] [ ۴ ] |
| ۲۰۲۴ | مکزیک        | [ ۳ ] [ ۴ ] |

## کشورهای سابق که اقتصاد ۲ تریلیون دلاری داشتند
| سال       | کشور  | منبع |
| --------- | ----- | ---- |
| ۱۹۹۰–۱۹۸۰ | شوروی |      |

## ترتیب زمانی کشورهای کنونی که دارای اقتصاد حداقل ۳ تریلیون دلاری بودند
| سال  | کشور                | منبع        |
| ---- | ------------------- | ----------- |
| ۱۹۸۱ | ایالات متحده آمریکا | [ ۳ ] [ ۴ ] |
| ۱۹۸۸ | ژاپن                | [ ۳ ] [ ۴ ] |
| ۲۰۰۷ | چین                 | [ ۳ ] [ ۴ ] |
| ۲۰۰۷ | آلمان               | [ ۳ ] [ ۴ ] |
| ۲۰۱۹ | هند                 | [ ۳ ] [ ۴ ] |

## ترتیب زمانی کشورهای کنونی که دارای اقتصاد حداقل ۴ تریلیون دلاری بودند
| سال  | کشور                | منبع        |
| ---- | ------------------- | ----------- |
| ۱۹۸۵ | ایالات متحده آمریکا | [ ۳ ] [ ۴ ] |
| ۲۰۰۳ | ژاپن                | [ ۳ ] [ ۴ ] |
| ۲۰۰۸ | چین                 | [ ۳ ] [ ۴ ] |

## ترتیب زمانی کشورهای کنونی که دارای اقتصاد حداقل ۵ تریلیون دلاری بودند
| سال  | کشور                | منبع              |
| ---- | ------------------- | ----------------- |
| ۱۹۸۸ | ایالات متحده آمریکا | [ ۳ ] [ ۴ ]       |
| ۲۰۰۹ | ژاپن                | [ ۳ ] [ ۴ ]       |
| ۲۰۰۹ | چین                 | [ ۳ ] [ ۴ ] [ ۹ ] |

## ترتیب زمانی کشورهای کنونی که دارای اقتصاد حداقل ۶ تریلیون دلاری بودند
| سال  | کشور                | منبع        |
| ---- | ------------------- | ----------- |
| ۱۹۹۲ | ایالات متحده آمریکا | [ ۳ ] [ ۴ ] |
| ۲۰۱۱ | چین                 | [ ۳ ] [ ۴ ] |
| ۲۰۱۳ | ژاپن                | [ ۳ ] [ ۴ ] |

## ترتیب زمانی کشورهای کنونی که دارای اقتصاد حداقل ۷ تریلیون دلاری بودند
| سال  | کشور                | منبع        |
| ---- | ------------------- | ----------- |
| ۱۹۹۰ | اتحادیه اروپا       |             |
| ۱۹۹۴ | ایالات متحده آمریکا | [ ۳ ] [ ۴ ] |
| ۲۰۱۱ | چین                 | [ ۳ ] [ ۴ ] |

## ترتیب زمانی کشورهای کنونی که دارای اقتصاد حداقل ۸ تریلیون دلاری بودند
| سال  | کشور                | منبع        |
| ---- | ------------------- | ----------- |
| ۱۹۹۵ | اتحادیه اروپا       |             |
| ۱۹۹۷ | ایالات متحده آمریکا | [ ۳ ] [ ۴ ] |
| ۲۰۱۲ | چین                 | [ ۳ ] [ ۴ ] |

## ترتیب زمانی کشورهای کنونی که دارای اقتصاد حداقل ۹ تریلیون دلاری بودند
| سال  | کشور                | منبع        |
| ---- | ------------------- | ----------- |
| ۱۹۹۹ | ایالات متحده آمریکا | [ ۳ ] [ ۴ ] |
| ۲۰۰۲ | اتحادیه اروپا       |             |
| ۲۰۱۳ | چین                 | [ ۳ ] [ ۴ ] |

## ترتیب زمانی کشورهای کنونی که دارای اقتصاد حداقل ۱۰ تریلیون دلاری بودند
| سال  | کشور                | منبع        |
| ---- | ------------------- | ----------- |
| ۲۰۰۱ | ایالات متحده آمریکا | [ ۳ ] [ ۴ ] |
| ۲۰۰۳ | اتحادیه اروپا       |             |
| ۲۰۱۵ | چین                 | [ ۱۲ ]      |

## ترتیب زمانی کشورهای کنونی که دارای اقتصاد حداقل ۱۱ تریلیون دلاری بودند
| سال  | کشور                | منبع        |
| ---- | ------------------- | ----------- |
| ۲۰۰۳ | ایالات متحده آمریکا | [ ۳ ] [ ۴ ] |
| ۲۰۰۴ | اتحادیه اروپا       |             |
| ۲۰۱۵ | چین                 | [ ۱۳ ]      |

## ترتیب زمانی کشورهای کنونی که دارای اقتصاد حداقل ۱۲ تریلیون دلاری بودند
| سال  | کشور                | منبع        |
| ---- | ------------------- | ----------- |
| ۲۰۰۵ | ایالات متحده آمریکا | [ ۳ ] [ ۴ ] |
| ۲۰۰۵ | اتحادیه اروپا       |             |
| ۲۰۱۵ | چین                 | [ ۳ ] [ ۴ ] |

## ترتیب زمانی کشورهای کنونی که دارای اقتصاد حداقل ۱۳ تریلیون دلاری بودند
| سال  | کشور                | منبع        |
| ---- | ------------------- | ----------- |
| ۲۰۰۶ | اتحادیه اروپا       |             |
| ۲۰۰۷ | ایالات متحده آمریکا | [ ۳ ] [ ۴ ] |
| ۲۰۱۶ | چین                 | [ ۳ ] [ ۴ ] |

## ترتیب زمانی کشورهای کنونی که دارای اقتصاد حداقل ۱۴ تریلیون دلاری بودند
| سال  | کشور                | منبع        |
| ---- | ------------------- | ----------- |
| ۲۰۰۹ | ایالات متحده آمریکا | [ ۳ ] [ ۴ ] |
| ۲۰۱۷ | چین                 | [ ۳ ] [ ۴ ] |

## ترتیب زمانی کشورهای کنونی که دارای اقتصاد حداقل ۱۵ تریلیون دلاری بودند
| سال  | کشور                | منبع        |
| ---- | ------------------- | ----------- |
| ۲۰۱۱ | ایالات متحده آمریکا | [ ۳ ] [ ۴ ] |
| ۲۰۱۸ | چین                 | [ ۳ ] [ ۴ ] |